# Desa Sarimulyo (administrativ by i Indonesien, Jawa Tengah, lat -6,99, long 110,68)
Desa Sarimulyo är en administrativ by i Indonesien.   Den ligger i provinsen Jawa Tengah, i den västra delen av landet, 400 km öster om huvudstaden Jakarta.